# اره‌مگس‌های کاج‌خوار
اره‌مگس‌های کاج‌خوار (نام علمی: Diprionidae) نام یک تیره از بالاخانواده برگ‌خوارزنبورواران است.